# Ugly Lies the Bone
Ugly Lies the Bone ist ein Theaterstück von Lindsey Ferrentino aus dem Jahr 2015. 

## Entstehung
Das Stück wurde von der Roundabout Theatre Company in New York am 10. September 2015 uraufgeführt und lief bis zum 6. Dezember 2015. 
Vom 22. Februar 2017 bis 4. April 2017 lief es in London am Royal National Theatre.
Regie führte dabei Indhu Rubasingham – die Besetzung bestand aus Kate Fleetwood als Jess, Olivia Darnley als Kacie, Ralf Little als Stevie, Kris Marshall als Kelvin und Buffy Davis als Stimme/Mutter.
Die deutschsprachige Erstaufführung fand am 11. Juni 2022 am Staatstheater Augsburg statt.
Die Besetzung bestand aus Christina Jung als Jess, Katja Sieder als Kacie, Julius Kuhn als Stevie und Sebastian Müller-Stahl als Kelvin.

## Inhalt
Nach mehreren Militäreinsätzen in Afghanistan kehrt Jess in ihre Heimat an der Space Coast in Florida zurück. Sie versucht sich ihren traumatischen Erfahrungen zu stellen und damit umzugehen, wie sich das Leben zu Hause verändert hat.
Mit einer Virtual-Reality-Therapie baut sie ihre eigene Welt auf, mit der sie versucht, verschiedene Beziehungen und ihr eigenes Leben zu reparieren und zu heilen.